# Municipio de Ray (condado de Franklin)
El municipio de Ray (en inglés: Ray Township) es un municipio ubicado en el condado de Franklin en el estado estadounidense de Indiana. En el año 2010 tenía una población de 4021 habitantes y una densidad poblacional de 39,12 personas por km².

## Geografía
El municipio de Ray se encuentra ubicado en las coordenadas 39°19′50″N 85°13′28″O / 39.33056, -85.22444. Según la Oficina del Censo de los Estados Unidos, el municipio tiene una superficie total de 102.79 km², de la cual 102.59 km² corresponden a tierra firme y (0.2%) 0.21 km² es agua.

## Demografía
Según el censo de 2010, había 4021 personas residiendo en el municipio de Ray. La densidad de población era de 39,12 hab./km². De los 4021 habitantes, el municipio de Ray estaba compuesto por el 97.64% blancos, el 0.12% eran afroamericanos, el 0.17% eran amerindios, el 0.65% eran asiáticos, el 0.05% eran isleños del Pacífico, el 0.52% eran de otras razas y el 0.85% pertenecían a dos o más razas. Del total de la población el 1.32% eran hispanos o latinos de cualquier raza.